# اچ‌ام‌ای‌اس کالینز (اس‌اس‌جی ۷۳)
اچ‌ام‌ای‌اس کالینز (اس‌اس‌جی ۷۳) (به انگلیسی: HMAS Collins (SSG 73)) یک زیردریایی است که طول آن ۷۷٫۴۲ متر (۲۵۴٫۰ فوت) می‌باشد. این زیردریایی در سال ۱۹۹۳ ساخته شد.